# Alyssum alpestre
Alyssum alpestre là một loài thực vật có hoa trong họ Cải. Loài này được L. mô tả khoa học đầu tiên năm 1767.